# 黄海
35°0′N 123°0′E / 35.000°N 123.000°E
黄海，朝鮮半島基于地理位置有时会称为西海，是太平洋西部的边缘海，位于中国大陆与朝鲜半岛之间。黄海平均水深44米，海底平缓，为东亚大陆架的一部分。

## 名称
黄海的名称来源于它的大片水域水色呈黄色，由于历史上黄河有七八百多年的时间注入黄海（入海口在中国江苏省滨海，即今天的废黄河口；1855年咸豐黃河大改道，重新注入渤海），使得河水中携带的大量泥沙将黄海近岸的海水染成了黄色。在朝鲜半岛，韓國因其位於朝鮮半島西側也稱為「西海」（：／ Seohae），但使用黃海（：／ Hwanghae）的情況也較多；朝鮮則在大部分情況下稱呼「朝鮮西海」（：／ Josŏnsŏhae）；但國際上通常沿用中國的稱呼「黃海」（Yellow Sea）。

## 地理
黄海从中国的胶东半岛成山角到朝鲜的长山串之间海面最窄，习惯上以此连线将黄海分为北黄海和南黄海两部分，北黄海面积7.1万平方公里，南黄海面积31万平方公里。黄海的西北部它通过渤海海峡与渤海相连，东部由济州海峡与朝鲜海峡相通，南以长江口北岸启东角到济州岛西南角连线与东海分界。注入黄海的主要河流有鸭绿江、大同江、汉江、淮河等，主要沿海城市有中国连云港、盐城、日照、青岛、烟台、威海、大连、丹东、朝鲜的新义州，南浦、韩国的仁川等。属黄海的海湾有西朝鲜湾、江华湾、群山湾、海州湾、胶州湾、荣成湾等。黄海内的岛屿主要集中在辽东半岛东侧、胶东半岛东侧和朝鲜半岛西侧边缘。其中比较大的有外长山列岛、长山群岛、薪岛、椵岛、白翎岛、德积群岛、格列飞群岛、古群山群岛、大黑山群岛、罗州群岛、楸子群岛、济州岛等。濒临黄海的主要行政区有中国的辽宁、山东和江苏三省，朝鲜的新义州特别行政区、平安北道、平安南道、黄海南道、开城工业地区，韩国的京畿道、仁川广域市、忠清南道、全羅北道、全羅南道、濟州特別自治道。

## 地质
黄海北部、东部沉积物为粗、细粒兼有，黄海南部东西两侧为细沙和粗粉沙，中间为粘土质软泥。